# Burutain
Burutain est un village situé dans la commune d'Anue dans la Communauté forale de Navarre, en Espagne. Il est doté du statut de concejo.
Burutain est situé dans la zone linguistique bascophone de Navarre.